# Sceloporus bicanthalis
Espèce
Synonymes
- Sceloporus aeneus bicanthalis Smith, 1937

Statut de conservation UICN

 LC  : Préoccupation mineure
Sceloporus bicanthalis est une espèce de sauriens de la famille des Phrynosomatidae.

## Répartition
Cette espèce est endémique du Mexique. Elle se rencontre entre 3 000 et 4 500 m d'altitude dans les États du Veracruz, de Puebla, de Mexico, d'Oaxaca et d'Hidalgo.

## Description
C'est un saurien vivipare.

## Publication originale
- Smith, 1937 : A synopsis of the Scalaris group of the lizard genus Sceloporus. Occasional Papers of the Museum of Zoology, University of Michigan, no 361, p. 1-8 (texte intégral).